# Městská knihovna Litomyšl

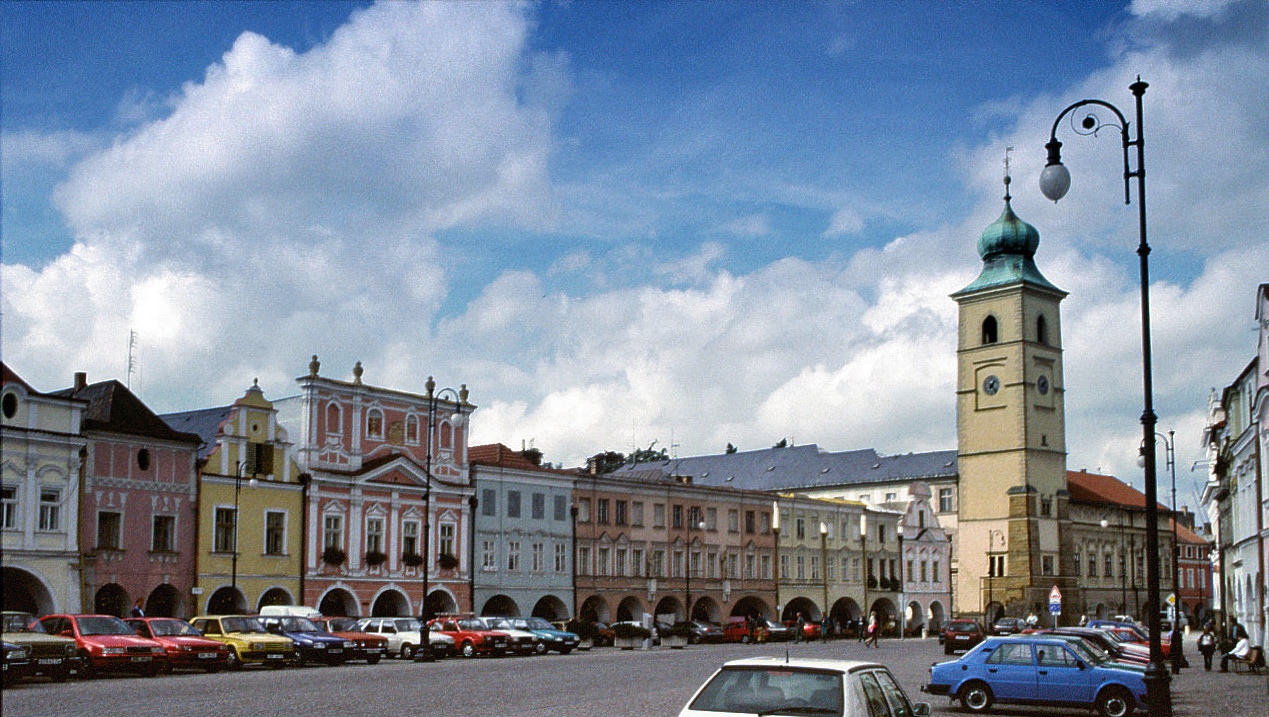
Městská knihovna Litomyšl sídlí v budově staré radnice

Městská knihovna Litomyšl je veřejná knihovna, jež sídlí v budově staré radnice přímo v centru města na Smetanově náměstí. Nepůjčuje pouze knihy, periodika, mapy a zvukové knihy, ale poskytuje také přístup na Internet a kopírovací služby. Její fond čítá přibližně 68 000 svazků knih. V rámci regionálních funkcí zajišťuje nákup a zpracování knih šestnácti obecním a místním lidovým knihovnám, kterým také poskytuje odbornou metodickou pomoc.

## Historie
Městská knihovna byla založena již roku 1891 díky studentskému spolku Smetana. Ve 20. letech 20. století patřila díky rozsáhlému fondu k největším knihovnám na severovýchodě Čech. V 70. letech byla převedena pod Okresní knihovnu ve Svitavách.
V roce 2003 se vrátila do péče města a stala se jeho příspěvkovou organizací. V současné době má knihovna 3 samostatná oddělení – pro dětské čtenáře, dospělé čtenáře a od roku 2007 ještě čítárnu a studovnu. Knihovna zajišťuje půjčování knih, časopisů a map, MVS, poskytování informací a přístup k internetu. Pro školy litomyšlského regionu pořádá knihovnické lekce, pro širokou veřejnost pak připravuje kulturní akce – besedy, přednášky a výstavy. Od roku 2007 organizuje i Univerzitu třetího věku a lekce trénování paměti pro seniory.